# 淡水臺銀日式宿舍
淡水臺銀日式宿舍，是位於臺灣新北市淡水區的住宅建築，於2011年8月3日指定為新北市市定古蹟。是淡水區少數留存的大規模日式宿舍，今僅存者為一號宿舍。

## 沿革
臺銀日式宿舍的原址土地在清領時期歸屬於學海書院。隨著臺灣銀行於明治三十二年（1899年）10月成立後，為滿足海關的收稅業務需求，臺銀於同年10月2日在淡水海關附近成立滬尾出張所。而位於當地的淡水支店長宿舍則於大正五年（1916年）後至1921年間購地興建而成，最初共有四棟建築，其用途為主要提供淡水支店長及其他行員居住。該宿舍的位置正對著第一代淡水支店，然而，到了昭和十九年（1944年），由於淡水港沒落導致臺銀淡水支店被撤銷，宿舍及相關資產也隨之被轉賣給了華南銀行。
1951年9月29日，臺銀重新取得了這座宿舍，並將其作為淡水分行的招待所使用。然而，由於宿舍長時間未被使用，於2000年委任管理員後，宿舍逐漸陷入荒廢。2004年6月，淡水文史工作者已聯名申請將台銀日式宿舍列為文化資產保存，臺銀則決定出租該宿舍所在的土地，並在9月21日為限制後續開發可能性，承租土地業者鴻吉有限公司在凌晨拆除四棟宿舍中的三棟行員宿舍，只保留一號宿舍。這一系列行動引起多名文史工作者不滿，文化局因而周圍巷弄裝設20台監視器，並且聘請保全人員實行24小時的輪班看守。
2011年8月3日，淡水臺銀日式宿舍被正式公告為新北市市定古蹟。由於該宿舍所有權屬於台銀，為私人產權，在長期未維護下，面及牆面因出現坍塌及植生攀附等情況，新北市政府因而進行古蹟緊急維護，並於屋面鋪設帆布保護，表示管理人臺銀已經提交調查研究報告，即將執行修復工作，修復工程原訂2018年開始，但最後則延後至2020年4月才正式進行修復及再利用工程，共斥資2688萬元經費。

## 建築設計
今存的淡水臺銀日式宿舍一號宿舍，其建築物寬度為28公尺，縱深39公尺，其格局坐西南朝東北。建築外觀下部採用清水磚順砌的腰積，並在窗戶的頂部採用紅磚砌成的拱圈樣式。為了避免潮水與濕氣侵蝕，建築地基的高度比平均建物基礎高度，共1.5公尺。
建築屋頂採用寄棟造結構，脊瓦的曲度平緩，下方砌有兩層壓帶，屋面形式為切妻造，使用黑色日本瓦葺面。宿舍的正門位於屋頂長邊的正中央，入口玄關突出於建築物之外，屋頂部分呈現入母屋的形式。窗戶的上方多設有雨遮，類似簷口的形式，由緣木垂直伸出窗戶面，緣木的上方鋪設木板，再以封板進行收邊處理。
室內空間總共約有48坪，內部設有「應接室」、「座敷」以及「客用便所」構成的會客區域；「居間」、「次間」、「廣緣」以及「茶之間」構成的生活區域；以及「炊事場」、「女中部屋」、「浴室」、「家族便所」和「內玄關」等居家設施。建築內部的柱子與胴緣間採用真壁造，柱子的軸組構件外露。屋架則採用洋小屋結構，並使用洋小屋下部節點斜向延伸的支撐配附合掌構件，形成雨傘支架的屋架型式。為充份配合臨河環境的建築方式，其底下另有水泥地下室。
主屋架合掌構件與母屋連接處使用大量的金屬連接件，並配合榫接進行組裝。室內地板多採用架高式的木地板，牆體則使用編竹泥牆構法。對外的天井使用暗架式的木梢天井，而對內空間則採用明架式的掉緣式天井。
目前已經拆除的第二、三、四宿舍，則已經改建為停車場使用，此外，建築物旁設有小型的防空洞，由水泥和磚頭砌成。該設施的歷史可以追溯到1960年代的修建工程。

## 外部連結
- 淡水臺銀日式宿舍 - 文化部iCulture
- 淡水臺銀日式宿舍 - 文化資源地理資訊系統 （页面存档备份，存于）
- 新北市市定古蹟淡水臺銀日式宿舍修復計畫委託技術服務案 （页面存档备份，存于）